# Клещёва, Людмила Ивановна
Людмила Ивановна Клещёва (до 1984 — Базюк; род. 17 октября 1957, Бельцы, Молдавская ССР) — советская волейболистка, нападающая-доигровщица, игрок сборной СССР (1977 и 1983). Мастер спорта СССР международного класса (1983).

## Биография
Начала заниматься волейболом в Бельцах в 12-летнем возрасте. В 1974—1977 играла за кишинёвскую «Молдову» в первой лиге чемпионата СССР. В 1977 приглашена в московское «Динамо», за которое выступала на протяжении 8 сезонов, став в её составе чемпионкой СССР (в 1983), трижды призёром чемпионатов СССР, обладателем Кубка СССР (в 1982) и серебряным призёром Кубка обладателей кубков ЕКВ 1982. В составе сборной Москвы выиграла «серебро» Спартакиады народов СССР 1983.
В 1977 году выступала за молодёжную сборную СССР, выиграв с ней «золото» молодёжного чемпионата Европы и приняв участие в молодёжном чемпионате мира. В том же году в экспериментальном составе национальной сборной СССР участвовала в розыгрыше Кубка мира. В 1983 году стала серебряным призёром чемпионата Европы, проходившем в ГДР. 
После окончания игровой карьеры работала инженером и инспектором по пожарному надзору в районах и округах Москвы, инженером по подготовке руководящего состава и обучению населения Агентства гражданской защиты ЦАО Москвы. Майор внутренней службы.

### Клубная карьера
- 1974—1977 —  «Молдова» (Кишинёв) — первая лига;
- 1977—1985 —  «Динамо» (Москва) — высшая лига.

## Достижения

### Клубные
- чемпионка СССР 1983;
  - серебряный (1981) и двукратный бронзовый (1978, 1979) призёр чемпионатов СССР.
- победитель розыгрыша Кубка СССР 1982;
  - двукратный серебряный (1978, 1981) и бронзовый (1983) призёр Кубка СССР.
- серебряный призёр Кубка обладателей кубков ЕКВ 1982.

### Со сборными
- серебряный призёр чемпионата Европы 1983.
- чемпионка Европы среди молодёжных команд 1977.
- серебряный призёр Спартакиады народов СССР 1983 в составе сборной Москвы.

## Награды и звания
- Мастер спорта СССР международного класса (1983).
- Медаль «200 лет МВД России».
- Медаль «В память 850-летия Москвы».
- Медаль «200 лет профессиональной пожарной службе России».
- Медаль «85 лет Государственному пожарному надзору».

## Семья
Муж — Юрий Клещёв (род 1960), советский и российский волейбольный тренер, сын старшего тренера мужской сборной СССР по волейболу (1963—1969) Ю. Н. Клещёва.